# Visita del medico
La visita del medico è un dipinto a olio su tela (47,5x41 cm) realizzato tra il 1661 ed il 1662 dal pittore olandese Jan Steen.
È conservato nella Wellington Museum di Londra.